# Iris (cantora)
Laura van den Bruel, conhecida como Iris ou Airis (nascida em 19 de Janeiro de 1995 em Morkhoven, Bélgica) é uma cantora belga.

## Carreira
Em 2011, com a idade de 16 anos, como Airis lança seu primeiro single "Wonderful", com o qual ela fica na lista de vendas oficiais de Flandes.

### Festival Eurovisão da Canção
Em 18 de novembro de 2011, foi anunciada pela VRT , que Iris iria representar a Bélgica no Festival Eurovisão da Canção 2012. Ao mesmo tempo, decidiu alterar a grafia de seu nome artístico para Iris para evitar confusão sobre o seu pronuncia.

## Discografia

### Álbuns
| Título    | Detalhes                                                                                   | Posições |
| Título    | Detalhes                                                                                   | BEL (VL) |
| --------- | ------------------------------------------------------------------------------------------ | -------- |
| Seventeen | - Lançado em: 26 de Abril de 2012 - Gravadora: SonicAngel - Formatos: CD, Download digital | 30       |

### Singles
| Ano  | Single       | Melhor posição | Álbum     |
| Ano  | Single       | BEL (VL)       | Álbum     |
| ---- | ------------ | -------------- | --------- |
| 2011 | "Wonderful"  | 28             | Seventeen |
| 2012 | "Would You?" | 19             | Seventeen |